# Paco Marín
Francisco Andrés Marín Torres (Cieza, regió de Múrcia; 22 de març de 1974), conegut com a Paco Marín, és un actor espanyol.
Periodistas, (en el personatge de Chusky), va ser la primera sèrie en la qual el gran públic va reconèixer el seu treball i per la qual se li va atorgar el Premi Unión de Actores a la millor interpretació de repartiment de televisió el 1999.
Ha participat a pel·lícules com El sueño de Ibiza, Horas de luz, Eso.
Té una filla fruit de la relació que va mantenir amb l'actriu Elena Ballesteros.

## Filmografia

### Televisió
| Any         | Sèrie                                   | Canal     | Personatge          | Notes       |
| ----------- | --------------------------------------- | --------- | ------------------- | ----------- |
| 1998 - 2001 | Periodistas                             | Telecinco | Juan Salas "Chusky" | 79 episodis |
| 2004        | 7 vidas                                 | Telecinco | Nico                | 1 episodi   |
| 2005 - 2006 | Aquí no hay quien viva                  | Antena 3  | Hugo                | 3 episodis  |
| 2006        | Tirando a dar                           | Telecinco |                     | 1 episodi   |
| 2008        | El comisario                            | Telecinco |                     | 2 episodis  |
| 2011        | Hospital Central                        | Telecinco | Ignacio             | 1 episodi   |
| 2011        | Homicidios                              | Telecinco | Antonio López       | 3 episodis  |
| 2011        | Rocío Dúrcal, volverte a ver            | Telecinco |                     | 2 episodis  |
| 2012        | Aída                                    | Telecinco |                     | 1 episodi   |
| 2013        | Frágiles                                | Telecinco |                     | 1 episodi   |
| 2013 - 2014 | Cuéntame cómo pasó                      | La 1      | Juan Alba           | 7 episodis  |
| 2014        | Víctor Ros                              | La 1      | Dr. Pedro Borrás    | 1 episodi   |
| 2014        | Prim, l'assassinat del carrer del Turco | La 1      | Sostrada            | TV Movie    |
| 2014        | Hermanos                                | Telecinco |                     | 2 episodis  |
| 2015        | Águila roja                             | La 1      |                     | 1 episodi   |
| 2015 - 2016 | El Príncipe                             | Telecinco | Robledo             | 10 episodis |
| 2016        | El secreto de Puente Viejo              | Antena 3  | Gabriel Mella       | 3 episodis  |
| 2016        | El ministerio del tiempo                | La 1      | Doctor Vigil        | 2 episodis  |
| 2017        | Servir y proteger                       | La 1      | Miguel Osorio       | 29 episodis |
| 2018        | La verdad                               | Telecinco | Andrés Herrera      | 1 episodi   |
| 2018        | Bajo la red                             | Playz     | Pare d'Irene        | 3 episodis  |
| 2019        | Brigada Costa del Sol                   | Telecinco | Inspector Cifu      | 12 episodis |

### Cinema
- Eso (1996), de Fernando Colomo.
- Trincheras (2001), de Sayago Ayuso.
- El sueño de Ibiza (2002), de Igor Fioravanti.
- Horas de luz (2004), de Manolo Matji.
- Madrid Moscú (2007), de Javier San Roman.